# Kabinett Obama
Das Kabinett Obama bestand aus den Ministern des 44. Präsidenten der Vereinigten Staaten, Barack Obama sowie weiteren Amtsträgern der Exekutive, die Kabinettsrang innehatten. Am 20. Januar 2009 wurde Barack Obama zum 44. Präsidenten der Vereinigten Staaten vereidigt. Im November 2012 wurde er für eine zweite Amtszeit wiedergewählt. Sie endete am 20. Januar 2017.

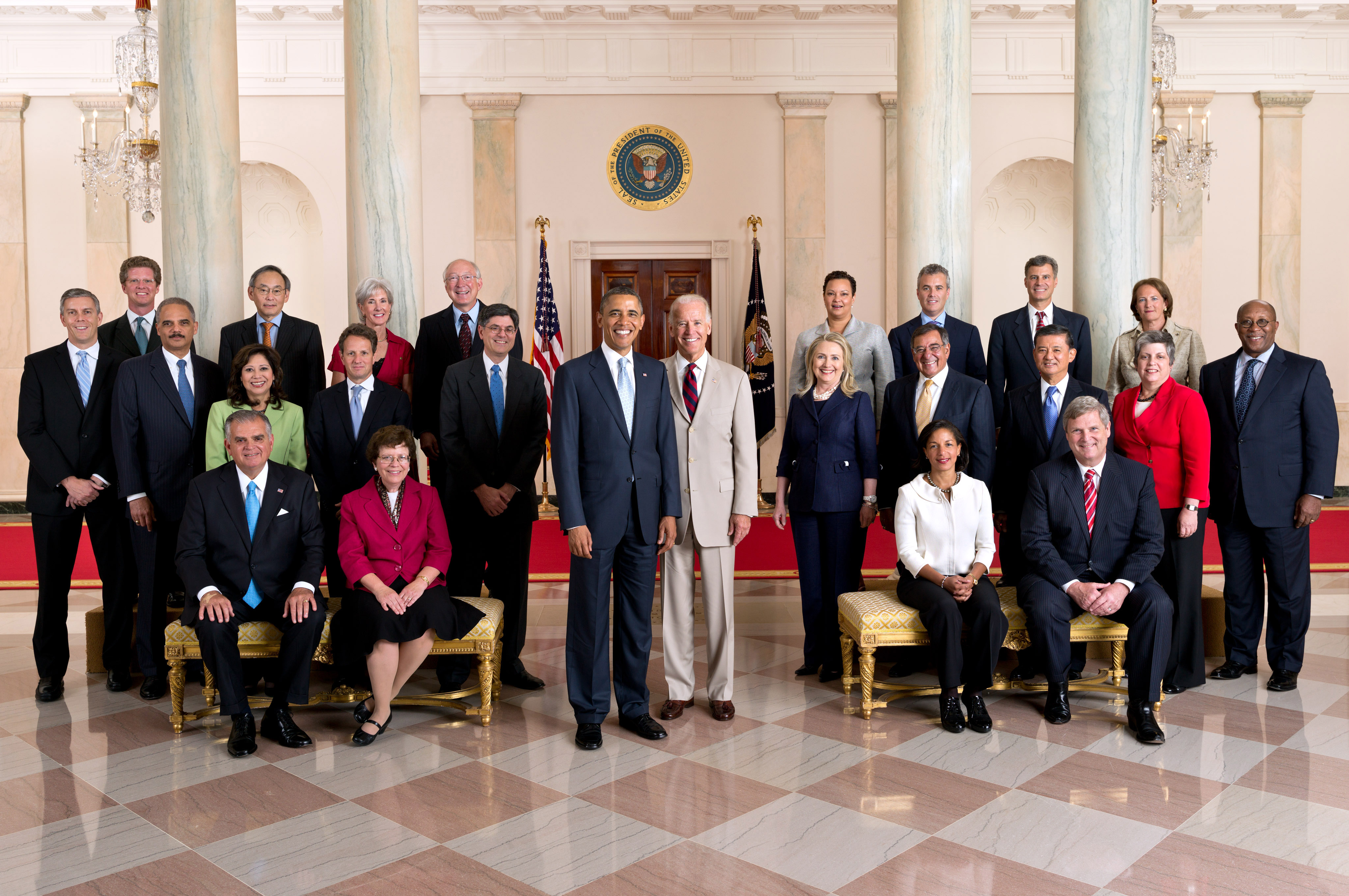
Gruppenfoto des Kabinetts im Juli 2012

## Zusammensetzung
Die Mehrheit der Kabinettsmitglieder waren Demokraten. Vier ursprüngliche Kabinettsmitglieder waren Parteilose: Timothy Geithner, Robert Gates, Steven Chu und Eric Shinseki. Robert Gates, der am 1. Juli 2011 aus seinem Amt schied, war bereits im Kabinett von George W. Bush seit dem 18. Dezember 2006 Verteidigungsminister.
Anders als im Kabinett des Amtsvorgängers erhielten die UNO-Botschafterin, die/der Vorsitzende des Council of Economic Advisers und ab Januar 2012 die Leiterin der Small Business Administration Kabinettsrang. Der Direktor des Bundesamts für Nationale Drogenkontrollpolitik (Office of National Drug Control Policy, ONDCP) erhielt keinen Kabinettsrang mehr.
Obama berief Gil Kerlikowske.
Bis zur Bestätigung der neuen Mitglieder durch den Senat, wurden die Ministerien durch kommissarische Amtsinhaber geleitet.

## Mehrheit im Kongress
| Präsident                         | Präsident        | Kongress | Haus    | Haus    | Senat | Senat              | Gesamt | Gesamt             |
| --------------------------------- | ---------------- | -------- | ------- | ------- | ----- | ------------------ | ------ | ------------------ |
|                                   | Barack Obama (D) | 111.     |         | 257/435 |       | 60/100             |        | Unified government |
| 112.                              | Barack Obama (D) |          | 193/435 | 53/100  |       | Divided government |        |                    |
| 113.                              | Barack Obama (D) | 201/435  | 55/100  |         |       | Divided government |        |                    |
| 114.                              | Barack Obama (D) | 188/435  |         | 46/100  |       | Divided government |        |                    |
| Quelle: Repräsentantenhaus, Senat |                  |          |         |         |       |                    |        |                    |

## Das Kabinett
| Ressort / Amt                                          | Amtsinhaber            | Partei | Partei           | Zeitraum                             | Bild |
| ------------------------------------------------------ | ---------------------- | ------ | ---------------- | ------------------------------------ | ---- |
| Präsident der Vereinigten Staaten                      | Barack Obama           |        | Demokrat (D)     | 20. Januar 2009 – 20. Januar 2017    |      |
| Vizepräsident der Vereinigten Staaten                  | Joe Biden              |        | D                | 20. Januar 2009 – 20. Januar 2017    |      |
| Ministerämter                                          |                        |        |                  |                                      |      |
| Außenminister der Vereinigten Staaten                  | Hillary Clinton        |        | D                | 21. Januar 2009 – 1. Februar 2013    |      |
| Außenminister der Vereinigten Staaten                  | John Kerry             |        | D                | 1. Februar 2013 – 20. Januar 2017    |      |
| Finanzminister der Vereinigten Staaten                 | Timothy Geithner       |        | Parteilos        | 26. Januar 2009 – 25. Januar 2013    |      |
| Finanzminister der Vereinigten Staaten                 | Jacob Lew              |        | D                | 28. Februar 2013 – 20. Januar 2017   |      |
| Verteidigungsminister der Vereinigten Staaten          | Robert Gates           |        | Republikaner (R) | 20. Januar 2009 – 1. Juli 2011       |      |
| Verteidigungsminister der Vereinigten Staaten          | Leon Panetta           |        | D                | 1. Juli 2011 – 27. Februar 2013      |      |
| Verteidigungsminister der Vereinigten Staaten          | Chuck Hagel            |        | R                | 27. Februar 2013 – 17. Februar 2015  |      |
| Verteidigungsminister der Vereinigten Staaten          | Ashton Carter          |        | D                | 17. Februar 2015 – 20. Januar 2017   |      |
| Justizminister der Vereinigten Staaten                 | Eric Holder            |        | D                | 3. Februar 2009 – 23. April 2015     |      |
| Justizminister der Vereinigten Staaten                 | Loretta Lynch          |        | D                | 23. April 2015 – 20. Januar 2017     |      |
| Innenminister der Vereinigten Staaten                  | Ken Salazar            |        | D                | 21. Januar 2009 – 10. April 2013     |      |
| Innenminister der Vereinigten Staaten                  | Sally Jewell           |        | D                | 12. April 2013 – 20. Januar 2017     |      |
| Landwirtschaftsminister der Vereinigten Staaten        | Tom Vilsack            |        | D                | 21. Januar 2009 – 13. Januar 2017    |      |
| Handelsminister der Vereinigten Staaten                | Gary Locke             |        | D                | 24. März 2009 – 1. August 2011       |      |
| Handelsminister der Vereinigten Staaten                | John Bryson            |        | D                | 21. Oktober 2011 – 21. Juni 2012     |      |
| Handelsminister der Vereinigten Staaten                | Penny Pritzker         |        | D                | 26. Juni 2013 – 20. Januar 2017      |      |
| Arbeitsminister der Vereinigten Staaten                | Hilda Solis            |        | D                | 24. Februar 2009 – 22. Januar 2013   |      |
| Arbeitsminister der Vereinigten Staaten                | Thomas Perez           |        | D                | 23. Juli 2013 – 20. Januar 2017      |      |
| Gesundheitsminister der Vereinigten Staaten            | Kathleen Sebelius      |        | D                | 28. April 2009 – 9. Juni 2014        |      |
| Gesundheitsminister der Vereinigten Staaten            | Sylvia Mathews Burwell |        | D                | 9. Juni 2014 – 20. Januar 2017       |      |
| Bildungsminister der Vereinigten Staaten               | Arne Duncan            |        | D                | 21. Januar 2009 – 1. Januar 2016     |      |
| Bildungsminister der Vereinigten Staaten               | John King              |        | D                | 1. Januar 2016 – 20. Januar 2017     |      |
| Bauminister der Vereinigten Staaten                    | Shaun Donovan          |        | D                | 26. Januar 2009 – 28. Juli 2014      |      |
| Bauminister der Vereinigten Staaten                    | Julian Castro          |        | D                | 28. Juli 2014 – 20. Januar 2017      |      |
| Verkehrsminister der Vereinigten Staaten               | Ray LaHood             |        | R                | 22. Januar 2009 – 2. Juli 2013       |      |
| Verkehrsminister der Vereinigten Staaten               | Anthony Foxx           |        | D                | 2. Juli 2013 – 20. Januar 2017       |      |
| Energieminister der Vereinigten Staaten                | Steven Chu             |        | D                | 21. Januar 2009 – 22. April 2013     |      |
| Energieminister der Vereinigten Staaten                | Ernest Moniz           |        | D                | 21. Mai 2013 – 20. Januar 2017       |      |
| Kriegsveteranenminister der Vereinigten Staaten        | Eric K. Shinseki       |        | Parteilos        | 21. Januar 2009 – 30. Mai 2014       |      |
| Kriegsveteranenminister der Vereinigten Staaten        | Robert A. McDonald     |        | R                | 30. Juli 2014 – 20. Januar 2017      |      |
| Minister für Innere Sicherheit der Vereinigten Staaten | Janet Napolitano       |        | D                | 21. Januar 2009 – 6. September 2013  |      |
| Minister für Innere Sicherheit der Vereinigten Staaten | Jeh Johnson            |        | D                | 23. Dezember 2013 – 20. Januar 2017  |      |
| Andere Mitglieder im Kabinettsrang                     |                        |        |                  |                                      |      |
| Stabschef des Weißen Hauses                            | Rahm Emanuel           |        | D                | 20. Januar 2009 – 30. September 2010 |      |
| Stabschef des Weißen Hauses                            | Pete Rouse             |        | D                | 1. Oktober 2010 – 6. Januar 2011     |      |
| Stabschef des Weißen Hauses                            | William M. Daley       |        | D                | 6. Januar 2011 – 27. Januar 2012     |      |
| Stabschef des Weißen Hauses                            | Jacob Lew              |        | D                | 27. Januar 2012 – 25. Januar 2013    |      |
| Stabschef des Weißen Hauses                            | Denis McDonough        |        | D                | 25. Januar 2013 – 20. Januar 2017    |      |
| Administrator der Environmental Protection Agency      | Lisa P. Jackson        |        | D                | 23. Januar 2009 – 19. Februar 2013   |      |
| Administrator der Environmental Protection Agency      | Gina McCarthy          |        | D                | 18. Juli 2013 – 20. Januar 2017      |      |
| Direktor des Office of Management and Budget           | Peter R. Orszag        |        | D                | 20. Januar 2009 – 30. Juli 2010      |      |
| Direktor des Office of Management and Budget           | Jacob Lew              |        | D                | 18. November 2010 – 27. Januar 2012  |      |
| Direktor des Office of Management and Budget           | Sylvia Mathews Burwell |        | D                | 24. April 2013 – 9. Juni 2014        |      |
| Direktor des Office of Management and Budget           | Shaun L. S. Donovan    |        | D                | 28. Juli 2014 – 20. Januar 2017      |      |
| Handelsbeauftragter der Vereinigten Staaten            | Ron Kirk               |        | D                | 18. März 2009 – 15. März 2013        |      |
| Handelsbeauftragter der Vereinigten Staaten            | Michael Froman         |        | D                | 21. Juni 2013 – 20. Januar 2017      |      |
| UNO-Botschafter der Vereinigten Staaten                | Susan E. Rice          |        | D                | 22. Januar 2009 – 1. Juli 2013       |      |
| UNO-Botschafter der Vereinigten Staaten                | Samantha Power         |        | D                | 2. August 2013 – 20. Januar 2017     |      |
| Vorsitzender des Council of Economic Advisers          | Christina Romer        |        | D                | 28. Januar 2009 – 3. September 2010  |      |
| Vorsitzender des Council of Economic Advisers          | Austan Goolsbee        |        | D                | 9. September 2010 – 5. August 2011   |      |
| Vorsitzender des Council of Economic Advisers          | Alan B. Krueger        |        | D                | 10. Oktober 2011 – 2. August 2013    |      |
| Vorsitzender des Council of Economic Advisers          | Jason Furman           |        | D                | 2. August 2013 – 20. Januar 2017     |      |
| Leiter der Mittelstandsbehörde                         | Karen Mills            |        | D                | 13. Januar 2012 – 1. September 2013  |      |
| Leiter der Mittelstandsbehörde                         | Maria Contreras-Sweet  |        | D                | 7. April 2014 – 20. Januar 2017      |      |

1. ↑  Mills war ab 6. April 2009 Leiterin der Behörde. Die Position wurde aber erst im Januar 2012 im Range eines „cabinet level officers“ angesiedelt und berechtigte erst dann zur Teilnahme an Kabinettsitzungen. Siehe auch: Jose Pagliery: Small Business Administration chief Karen Mills resigns. CNN, 11. Februar 2013, abgerufen am 19. Februar 2017 (englisch).

## Geschäftsführende Minister
| Ressort / Amt                                          | Amtsinhaber         | Zeitraum                                                           | Bild |
| ------------------------------------------------------ | ------------------- | ------------------------------------------------------------------ | ---- |
| Finanzminister der Vereinigten Staaten                 | Stuart Levey        | 20. Januar 2009 – 26. Januar 2009                                  |      |
| Finanzminister der Vereinigten Staaten                 | Neal Wolin          | 26. Januar 2013 – 28. Februar 2013                                 |      |
| Justizminister der Vereinigten Staaten                 | Mark Filip          | 20. Januar 2009 – 3. Februar 2009                                  |      |
| Landwirtschaftsminister der Vereinigten Staaten        | Michael Scuse       | 13. Januar 2017 – 20. Januar 2017                                  |      |
| Handelsminister der Vereinigten Staaten                | Otto Wolff          | 20. Januar 2009 – 24. März 2009                                    |      |
| Handelsminister der Vereinigten Staaten                | Rebecca Blank       | 1. August 2011 – 21. Oktober 2011 21. Juni 2012 – 1. Juni 2013     |      |
| Handelsminister der Vereinigten Staaten                | Cameron Kerry       | 1. Juni 2013 – 26. Juni 2013 (kommissarisch)                       |      |
| Arbeitsminister der Vereinigten Staaten                | Howard Radzely      | 20. Januar 2009 – 2. Februar 2009                                  |      |
| Arbeitsminister der Vereinigten Staaten                | Edward C. Hugler    | 2. Februar 2009 – 24. Februar 2009                                 |      |
| Arbeitsminister der Vereinigten Staaten                | Seth Harris         | 22. Januar 2013 – 23. Juli 2013                                    |      |
| Gesundheitsminister der Vereinigten Staaten            | Charles Johnson     | 20. Januar 2009 – 28. April 2009                                   |      |
| Bauminister der Vereinigten Staaten                    | Brian D. Montgomery | 20. Januar 2009 – 26. Januar 2009                                  |      |
| Energieminister der Vereinigten Staaten                | Daniel Poneman      | 22. April 2013 – 21. Mai 2013                                      |      |
| Kriegsveteranenminister der Vereinigten Staaten        | Sloan Gibson        | 30. Mai 2013 – 30. Juli 2013                                       |      |
| Minister für Innere Sicherheit der Vereinigten Staaten | Rand Beers          | 6. September 2013 – 23. Dezember 2013                              |      |
| Weitere Positionen, die Kabinettsrang haben            |                     |                                                                    |      |
| Administrator der Environmental Protection Agency      | Bob Perciasepe      | 19. Februar 2013 – 18. Juli 2013                                   |      |
| Direktor des Office of Management and Budget           | Jeffrey Zients      | 30. Juli 2010 – 18. November 2010 27. Januar 2012 – 24. April 2013 |      |
| Direktor des Office of Management and Budget           | Brian Deese         | 9. Juni 2014 – 28. Juli 2014                                       |      |
| Handelsbeauftragter der Vereinigten Staaten            | Peter Allgeier      | 20. Januar 2009 – 18. März 2009                                    |      |
| Handelsbeauftragter der Vereinigten Staaten            | Demetrios Marantis  | 15. März 2013 – 25. März 2013                                      |      |
| Handelsbeauftragter der Vereinigten Staaten            | Miriam Sapiro       | 25. März 2013 – 21. Juni 2013                                      |      |
| UNO-Botschafter der Vereinigten Staaten                | Rosemary DiCarlo    | 1. Juli 2013 – 2. August 2013                                      |      |
| Leiter der Mittelstandsbehörde                         | Jeanne Hulit        | 1. September 2013 – 7. Februar 2014                                |      |
| Leiter der Mittelstandsbehörde                         | Marianne Markowitz  | 7. Februar 2014 – 7. April 2014                                    |      |

## Einordnung
Die Bildung des Kabinetts Obamas dauerte äußerst lange. Grund dafür waren u. a. bereits nominierte Kandidaten, welche aus verschiedenen Gründen aus dem Nominierungs- und Wahlprozess ausscheiden wollten oder mussten. Das Kabinett wies anfangs eine große Diversität auf. Es wurden verhältnismäßig viele, teilweise noch durch den vorherigen Präsidenten ausgewählte, Amtsträger übernommen.